# Dodici Colonie di Kobol
Le Dodici Colonie di Kobol o Dodici Colonie dell'Uomo costituiscono l'immaginaria repubblica federale presente nell'universo fantascientifico di Battlestar Galactica. La loro storia, descrizione e ubicazione è variata dalla serie originale al remake del 2004, ma le due versioni condividono alcune caratteristiche: Nomi, Flotta Coloniale e Cyloni.

## Dodici Colonie dell'Uomo (1978)
Le Dodici Colonie dell'Uomo si trovano in un sistema multi-stella senza nome all'interno della Galassia del Cyranus. La visualizzazione di navigazione tattica indica che ci sono quattro sistemi stellari locali circondati da 21 pianeti, incluso un numero di mondi (ad esempio Carillon) che si trovano al di fuori della sfera coloniale in base all'influenza. Caprica orbita attorno a una doppia stella stretta.

### Storia
Secondo il Libro della Parola, un testo religioso della fede koboliana, l'umanità ebbe inizio su un pianeta chiamato Kobol.
Dopo un disastro ecologico, presumibilmente creato dalla tecnologia, le tribù dell'umanità sono fuggite verso le stelle. Dodici tribù alla fine passarono attraverso un vuoto magnetico e si stabilirono su un sistema stellare di 12 mondi, che in seguito sarebbero stati conosciuti come le Dodici Colonie dell'Uomo. Una tredicesima tribù ha fatto un altro esodo in un pianeta noto come Terra.
Il governo coloniale incontrò i Cyloni per la prima volta quando intervenne per proteggere gli Hasari da loro. Come risultato le colonie incominciarono una guerra con i Cyloni che durerà mille anni.
Recenti battaglie nella Guerra dei Mille Yahren includevano la battaglia dell'Arcipelago di Cosmora (con il Comandante Kronus, la base stellare Rycon e la Quarta Flotta), la Battaglia di Caprica e la Battaglia di Molecay (con la Quinta Flotta e la base stellare Pegasus).
La Guerra dei Mille Yahren è terminata brutalmente con un elaborato attacco furtivo dei Cyloni nella Battaglia di Cimtar, che distrusse l'ultima flotta di basi stellari, guidata dal presidente Adar.
Un battaglione superstite, il Galactica, sfugge alla distruzione ed è incapace di scongiurare un simultaneo bombardamento delle Dodici Colonie e della sua popolazione. Milioni, forse miliardi di umani vengono uccisi. I sopravvissuti fuggono dai loro mondi per seguire il Galactica in cerca di un rifugio più sicuro.

### Festività
- Giorno Dell'Armamento: una festa dedicata alla celebrazione della Flotta Coloniale;
- High Worship of the Sunstorm: un periodo in cui i gemoniani hanno il permesso di entrare in contatto con membri del sesso opposto, che avviene ogni sette anni come decretato dagli Alti Preti di Gemoni.

### Le colonie

#### Aries
Robber e la sua famiglia vengono da Aeries, e c'è qualche suggerimento che altri prigionieri su Proteus potrebbero essere anche aeriani, dato il loro ruggente accento irlandese che rispecchia quello di Robber. Cassiopea ha familiarità con il codice mercantile aeriano in quanto suo padre era un commerciante che parla fluentemente di queste cose e forse è stato anche lui stesso un aeriano.

#### Caprica
Caprica fu il mondo che guidò la rinascita tecnologica delle colonie, inclusa la riscoperta del viaggio spaziale.

#### Gemoni
Su Gemoni si parlava il gemonese ed era la sede della Setta Otori.

#### Sagitaria
Sagitaria si trovava alle coordinate 1-2-6 ed era insieme con Virgon e Caprica una delle colonie interne, per questo fu una delle prime a essere attaccata. Era il luogo di nascita del Presidente Adar e disponeva delle migliori difese delle colonie.

#### Virgon
Virgon si trovava alle coordinate 0-3-5 ed era insieme con Caprica e Sagitaria una delle colonie interne che furono le prime a essere attaccate e distrutte dalle forze Cyloni.

### Flotta coloniale
La flotta coloniale, nel periodo di massimo splendore, operava su molte basi stellari e centinaia di squadroni di Viper organizzati per combattere l'impero Cylone durante la Guerra dei Mille Yahren. Prima della battaglia di Cimtar solo sei basi stellari erano rimaste operative.

## Dodici Colonie (2004)

### Origini
All'incirca duemila anni prima degli eventi narrati nella serie televisiva Battlestar Galactica, dodici delle tredici tribù di Kobol lasciarono il pianeta a seguito di un conflitto che coinvolse le loro divinità e si insediarono su dodici mondi lontani. I loro nomi e stendardi corrispondevano alle antiche tribù, anche se i nomi si modificarono leggermente nel corso del tempo.
Le prime colonie vissero (e combatterono fra loro) come singole nazioni indipendenti. Con la firma degli Articoli di Colonizzazione in seguito alla Guerra Cylone, i Dodici Mondi si unificarono in una repubblica federale conosciuta come le Dodici Colonie di Kobol.

### Presidenza

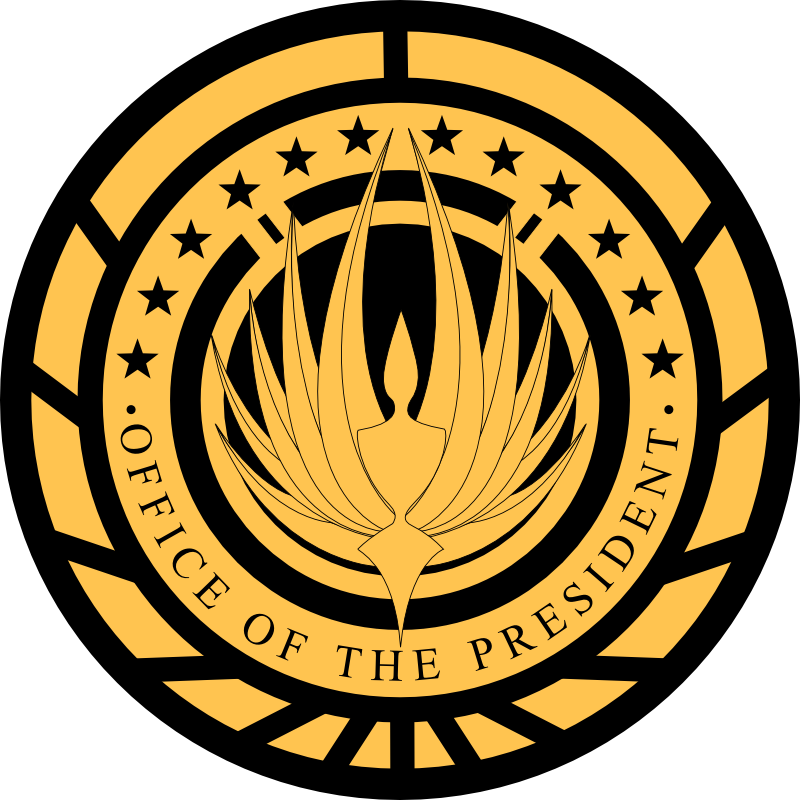
Stemma del Presidente.

Il Presidente è il massimo dirigente delle Dodici Colonie, affiancato da un Vicepresidente e dal governo, la cui massima espressione è il Consiglio dei Dodici. Dopo la Caduta delle Dodici Colonie, a ricoprire la carica di Presidente è Laura Roslin.
Durante l'occupazione Cylone di New Caprica, il Presidente Gaius Baltar collaborò con i Cyloni, legittimando così anche da un punto di vista puramente formale l'Autorità d'Occupazione Cylone. Successivamente, dopo la breve parentesi di Tom Zarek, la presidenza tornò a Laura Roslin.

### Lista dei Presidenti delle Dodici Colonie di Kobol
- Richard Adar (miniserie)
- Laura Roslin (miniserie - Missione 2 Alpha, parte I)
  - Legge marziale (Lotta per la vita - Il sentiero del destino)
- Gaius Baltar (Missione 2 Alpha, parte I - Esodo, parte II)
- Tom Zarek (Esodo, parte II - Collaboratori)
- Laura Roslin (Collaboratori - Il candidato)
- Tom Zarek ad interim (Il candidato)
- Lee "Apollo" Adamo ad interim (Il candidato - Rivelazioni)
- Laura Roslin (Rivelazioni - Missione di salvataggio)
- Romo Lampkin (Missione di salvataggio - L'ultimo salto)

### Consiglio dei Dodici
Il Consiglio dei Dodici è un'assemblea costituita da un rappresentante per ciascuna delle Dodici Colonie di Kobol. I membri, tutti provenienti dalla società civile, vengono indicati dalle rispettive tribù, e si viene eletti (probabilmente tramite un sistema maggioritario) anche senza aver presentato una candidatura formale. Tra i consiglieri più importanti ci sono Gaius Baltar (per Caprica), che ricoprirà il ruolo di consigliere fino alla sua nomina di Presidente delle Dodici Colonie, e Tom Zarek, l'ex terrorista eletto dai coloni di Sagittarian.
Il Consiglio esercita un potere più simbolico che effettivo: accetta la nomina di Zarek e Baltar per la candidatura a Vicepresidente, e ne determina la nomina. Da quel momento in avanti, tuttavia, diventa poco più che uno scomodo impiccio, e a partire dall'istituzione della legge marziale, ma anche con il ritorno della presidente Roslin, viene a malapena consultato.
Non si sa con precisione se su Caprica, la capitale federale, avesse anche potere legislativo o meramente consultivo. Vari indizi portano a propendere per la seconda tesi: il rapporto tra il Presidente e il Consiglio, la pressoché totale mancanza di consultazione tra i due, i tratti vagamente autoritari della presidenza, ecc.
Infine nella quarta stagione questo sistema sarà abolito. Data l'ormai chiara fine delle Dodici Colonie Lee "Apollo" Adamo propone l'istituzione di una nuova gerarchia di comando civile sostituendo il Consiglio dei Dodici con il Consiglio dei Capitani, costituito difatti dai capitani di tutte le navi rimanenti della flotta; inoltre persino la nave dei Cyloni ribelli unitasi alla flotta avrà il diritto di fare presenziare un suo delegato nel nuovo governo.

### Pyramid
Il Pyramid è uno sport popolare praticato in tutte le Dodici Colonie ed è anche popolare a bordo di navi da guerra coloniali. Le squadre conosciute includono i Caprica Buccaneers, Picon Panthers e Tauron Bulls; i suoi giocatori, come Sue-Shaun dei Buccaneers e Samuel Anders, sono considerati degli eroi sportivi.

### Le colonie
Il sistema solare delle Dodici Colonie di Kobol non è stato menzionato per nome, ma nella Mappa Ufficiale delle Dodici Colonie viene chiamato Cyrannus.
Caprica è stato mostrato come un mondo simile alla Terra, a Kobol e a New Caprica. Nessun'altra colonia è stata visitata dalla serie, mentre sequenze video ne mostrano la distruzione nel lungometraggio The Plan (2009). La Flotta Coloniale aveva i suoi quartier generali su Picon, mentre i cantieri militari erano su Scorpia.
Nella miniserie il comandante Adamo e il presidente Laura Roslin fanno accenno a "lasciare il sistema" e, nella Mappa Ufficiale delle Dodici Colonie, viene rivelata la struttura di questo sistema.
Il Sistema Cyrannus è un sistema quadruplo doppio-doppio: due stelle (Helios Alpha e Beta) orbitano l'una intorno all'altra. Le altre due stelle (Helios Gamma e Delta) ruotano anch'esse l'una intorno all'altra. Le due coppie di stelle orbitano intorno a un baricentro comune.
Prima dell'attacco cylone le colonie avevano una popolazione di almeno 50 miliardi d'individui di razza umana, mentre all'epoca in cui è ambientata la serie Caprica la popolazione era di circa 28 miliardi e mezzo.
- Helios Alpha:
- Icarus: piccolo pianeta metallico così vicino alla stella che la sua superficie è ricoperta di lava.
- Picon: vedi sotto
- Caprica e Gemenon: vedi sotto, condividono l'orbita in quanto pianeta binario
- Tauron: vedi sotto, ha una luna, Minos
- Fascia di asteroidi Erebos, sfruttata da secoli da Tauron
- Zeus: il più grande gigante gassoso dei Quattro Sistemi, le tempeste nella sua alta atmosfera creano costantemente fulmini, ha 74 lune, le più importanti sono Nike e Hebe.
- Persephone: piccolo pianeta nano, il più piccolo dei Quattro Sistemi, ha un'orbita molto inclinata.

- Helios Beta:
- Troy: pianeta metallico, sede di miniere, conteso per secoli tra Virgon e Leonis.
- Leonis: vedi sotto
- Pallas: piccolo mondo simile a Marte del nostro Sistema Solare, arido, freddo e sterile, un tempo è possibile che abbia supportato la vita, tutti i tentativi per kobolformarlo (terraformarlo) sono falliti
- Fascia di asteroidi Ouranos: contesa per secoli tra Virgon e Leonis
- Virgon: vedi sotto, ha una luna marginalmente abitabile, Hibernia
- Hera: il terzo pianeta più grande dei Quattro Sistemi, ha 29 lune, le più grandi sono Euboea e Iris

- Helios Gamma:
- Thanatos: un pianeta estremamente inospitale, mostra sempre la stessa faccia alla stella e ha una densa atmosfera di diossido di zolfo
- Fascia di asteroidi Acheron, contesa per secoli da Virgon e Leonis
- Scorpia: vedi sotto, presenta mezzo anello, causato dalla frammentazione di una luna circa 100.000 anni prima.
- Sagittaron: vedi sotto
- Libran: vedi sotto, ha due piccoli satelliti, Hersa e Pandrassos
- Ophion: gigante gassoso con un vasto sistema di anelli e ha 14 satelliti, tutti più piccoli di 10 km di diametro, ha un'orbita molto eccentrica

- Helios Delta:
- Phoebe: pianeta estremamente caldo e con una sottile atmosfera
- Fascia di asteroidi Aeolus: divisa da vasti spazi, probabilmente causati da Hestia e dai suoi troiani
- Styx: pianeta roccioso con una densa atmosfera di anidride carbonica e un'orbita eccentrica
- Hestia, Canceron e Aerilon: Hestia è il più piccolo gigante gassoso dei Quattro Sistemi. Ha 17 satelliti, i più grandi sono Kronos e Rhea che condividono l'orbita. La sua particolarità è quella di condividere l'orbita con le due colonie di Canceron e di Aerilon, che occupano rispettivamente i punti langrangiani L5 e L4 dell'orbita del gigante gassoso
- Aquaria: vedi sotto

-Ragnar: il secondo pianeta più grande dei Quattro Sistemi, orbita intorno alla coppia Helios Gamma-Helios Delta, nella sua atmosfera è presente l'ancoraggio di Ragnar, un magazzino militare utilizzato dai coloniali, nel videogioco Battlestar Galactica: Deadlock viene rivelato che l'ancoraggio di Ragnar era, durante la Prima Guerra Cylone, la stazione di costruzione Daidalos, dove fu costruito il Galactica.
Le Colonie mantenevano alcuni osservatori minori e postazioni di ascolto nei sistemi stellari confinanti. Anche alcune attività economiche, come l'estrazione del tylium, minerale da cui veniva ricavato il carburante per le navi spaziali, avvenivano al di fuori delle immediate vicinanze delle Colonie.
Questi i nomi dei dodici pianeti del sistema solare, chiaramente ispirati alle denominazioni dei segni zodiacali (se variano dall'originale, i nomi italiani sono tra parentesi):
| Costellazione | Nome                    | Bandiera                    | Capitale     | Città                          | Dio patrono | Squadre di Pyramid                                                            | Soprannome                       | Stella       | Popolazione (al momento della Caduta) |
| ------------- | ----------------------- | --------------------------- | ------------ | ------------------------------ | ----------- | ----------------------------------------------------------------------------- | -------------------------------- | ------------ | ------------------------------------- |
| Ariete        | Aerilon (Aerelon)       |                             | Gaoth        | Promethea                      | Demetra     | Aerilon Threshers, Promethea Golden Horn                                      | Il Cesto di cibo delle Colonie   | Helios Delta | 1,2 miliardi                          |
| Aquario       | Aquaria                 | Aquarion Colony Flag Icon   | –            | Heim                           | Ermes       | –                                                                             | La Colonia Ghiacciata            | Helios Delta | 25.000                                |
| Cancro        | Canceron                | Canceron Colony Flag Icon   | Hades        | Prommos, Mangala               | Efesto      | Canceron Hydras, Hades Vice, Mangala Krill                                    | La più grande democrazia         | Helios Delta | 6,7 miliardi                          |
| Capricorno    | Caprica                 | Caprica Colony Flag Icon    | Caprica City | Delphi, Phoebus, Oasis, Qualai | Apollo      | Caprica City Buccaneers, Delphi Legion, Phoebus Suns                          | La Capitale delle Colonie        | Helios Alpha | 4,9 miliardi                          |
| Gemelli       | Geminon (Gemenon)       | Gemenon Colony Flag Icon    | Oranu        | Illumini                       | Era         | Geminon Twins, Illumini Vipers                                                | La Prima Colonia                 | Helios Alpha | 2,8 miliardi                          |
| Leone         | Leonis                  | Leonis Colony Flag Icon     | Luminere     | Hedon                          | Artemide    | Leonis Wildcats, Hedon Suns                                                   | Il Cuore delle Colonie           | Helios Beta  | 2,6 miliardi                          |
| Bilancia      | Libran                  | Libran Colony Flag Icon     | –            | Themis                         | Atena       | –                                                                             | La Colonia della giustizia       | Helios Gamma | 2,1 milioni                           |
| Pesci         | Picon                   | Picon Colony Flag Icon      | Queenstown   | Perkinston, Paylin             | Poseidone   | Picon Panthers                                                                | La Colonia Oceanica              | Helios Alpha | 1,4 miliardi                          |
| Sagittario    | Sagittaron (Sagittaria) | Sagittaron Colony Flag Icon | Tawa         | –                              | Zeus        | Sagittarian Archers                                                           | La Colonia Solitaria             | Helios Gamma | 1,7 miliardi                          |
| Scorpione     | Scorpia                 | Scorpia Colony Flag Icon    | Celeste      | Argentum                       | Dioniso     | Scorpia Stingers, Celeste Storms, Celeste Lightning, Argentum Bay Silverstars | Il parco giochi delle Colonie    | Helios Gamma | 450 milioni                           |
| Toro          | Tauron                  | Tauron Colony Flag Icon     | Hypatia      | Tauron City                    | Marte       | Olympia Stallions, Tauron Bulls                                               | La vecchia Colonia               | Helios Alpha | 2,5 miliardi                          |
| Vergine       | Virgon                  | Virgon Colony Flag Icon     | Boskirk      | Blaustad, Adrian               | Estia       | Virgon United, Boskirk All Reds                                               | La Colonia Blu, Virgon imperiale | Helios Beta  | 4,3 miliardi                          |

#### Aerilon
- Nome antico: Aries (Ariete)
- Sistema: Helios Delta
- Città: Gaoth (capitale), Cuffle's Breath Wash, Promethea.
- Nativi: Dottor Gaius Baltar, Sekou Hamilton (presunta - editore della Gazzetta di Aerilon), Specialista Socinus, Alisander Asiel.
- Popolazione: 1,2 miliardi
- Altro: Gazzetta di Aerilon (quotidiano), Università di Aerilon, Promethea A&M, Aerilon Threshers e Promethea Golden Horn (squadre di pyramid).
- Soprannome: Il cesto di cibo delle Colonie

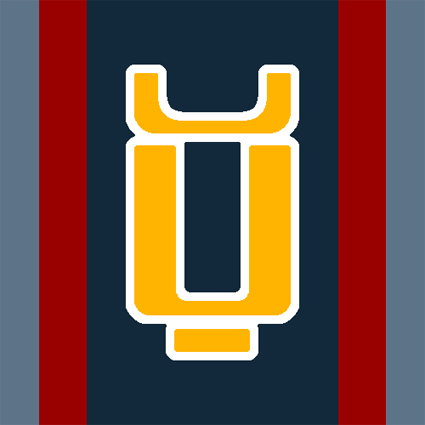
Bandiera di Aerilon.

Aerilon era nota come il "cesto alimentare" delle Dodici Colonie ed era una delle colonie più povere. La sua capitale era Gaoth, mentre altre città erano Promethea e Cuffle's Breath Wash.
Sebbene il suolo di Aerilon non sia molto fertile e richieda una coltivazione intensiva per ottenere abbondanti raccolti, era soprattutto un mondo agricolo. Aerilon ha anche miniere di tylium e Promethea, una delle più grandi città del pianeta, fu fondata come città mineraria ai margini di una regione conosciuta come le Badlands.
"Quindici persone morirono" quando il Presidente Richard Adar, per ragioni sconosciute, inviò i marine su Aerilon.
Aerilon aveva due squadre di Pyramid: gli Aerilon Threshers e i Promethea Golden Horn. Una squadra Pyramid di Aerilon giocò e vinse in una partita contro i Caprica Buccaneers in uno degli ultimi giochi svoltisi prima dell'attacco cylone.
Lo stereotipo dei nativi di Aerilon è quello del contadino che "ama lavorare con le sue mani" e "andare poi al pub per una birra" e concludere la serata "in una rissa". Gli abitanti di Aerilon sono famosi soprattutto per il loro forte dialetto gracchiante.
Un luogo importante era L'Università di Aerilon. ll governo di Aerilon forniva poco o nessun supporto per assistenza sanitaria, istruzione o altri servizi di infrastruttura sociale. Tuttavia, gli aeriloniani accettavano la polizia con ampi poteri per detenere, imprigionare e torturare i sospetti. La colonia aveva anche un giornale, la Gazzetta di Aerilon.
La foto di un soldato in ginocchio di fronte alle rovine di Gaoth dopo un bombardamento nucleare cylone è posta di fronte alla scrivania del Presidente Roslin e nella sala tattica dei piloti a bordo del Galactica. Tra i piloti di Viper del Galactica è consuetudine toccare la foto prima di andare in missione.
Il rappresentante di Aerilon nel Consiglio dei Dodici dopo la Caduta è Alisander Asiel.

#### Aquaria
- Nome antico: Aquarius (Aquario)
- Nome alternativo: Aquarion
- Sistema: Helios Delta
- Dio patrono: Ermes
- Nativi: Miksa Burian (rappresentante presso il Consiglio dei Dodici).
- Popolazione: 25.000
- Città principale: Heim
- Altro: Summerfest di Kyros (festival)
- Soprannome: La Colonia Ghiacciata

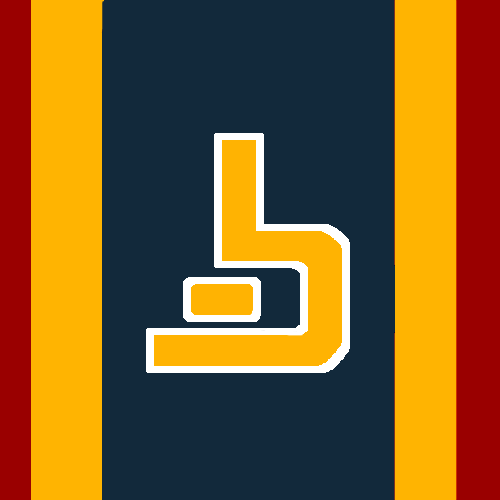
Bandiera di Aquaria.

Aquaria a causa della sua orbita molto stretta è un pianeta freddo, per questo era nota come "La Colonia Ghiacciata". Il rappresentante di Aquaria al Consiglio dei Dodici votò per Tom Zarek alle elezioni per la vice-presidenza.
Aquaria fu fondata come avamposto scientifico e data la sua posizione isolata divenne ben presto terra di immigrazione per quelli che desideravano indipendenza o erano più tolleranti. È quindi probabile che la maggior parte della popolazione non sia in realtà diretta discendente dell'originale tribù Aquarius di Kobol.
Con i suoi 25.000 abitanti Aquaria era la colonia meno popolata. Popolazione che cresceva però fino a 500.000 per l'annuale Summerfest, in cui c'erano musica, balli, teatro e poesia epica.
La colonia ha un solo continente: Kyros in cui sono presenti molti vulcani. Aquaria non aveva una capitale ufficiale, ma la città principale era Heim e ospitava inoltre una stazione di ricerca geologica che era finanziata dalla altre colonie. Scienziati da tutte le Colonie venivano alla stazione per studiare gli oceani di Aquaria. La stazione possedeva l'unica astronave della colonia e le tecnologie più avanzate.
Gli aquariani sono altamente istruiti e amichevoli. Un gioco molto popolare è il Kasta, simile al Frisbee. Era anche rinomata per i suoi ristoranti gourmet e i piatti a base di muschio su cui gli chef locali hanno speso generazioni per perfezionare le loro ricette.
Il governo teneva riunioni settimanali della comunità, che sono aperte sia ai cittadini sia ai non cittadini. La maggior parte delle questioni affrontate è approvata a maggioranza, persino l'elezione del primo ministro della colonia. Il pianeta usava due bandiere: quella coloniale ufficiale usata dalla stazione di ricerca e la bandiera locale, dell'Acquario, che mostra un campo blu scuro con due strisce rosse su ciascun bordo verticale. Il campo raffigura un tridente bianco con bordi dorati disposto diagonalmente su di esso, con una stella nell'angolo in basso a destra e un asterisco in alto a sinistra.
Aquaria non aveva una squadra ufficiale di Pyramid.

#### Canceron
- Nome antico: Cancer (Cancro)
- Dio patrono: Efesto
- Sistema: Helios Delta
- Città: Hades (capitale), Prommos, Mangala
- Nativi: Lexon
- Popolazione: 6,7 miliardi
- Altro: Canceron Hydras, Hades Vice e Mangala Krill (squadre di Pyramid), Ghiacciaio Kor Yaz.
- Soprannome: La Più Grande Democrazia

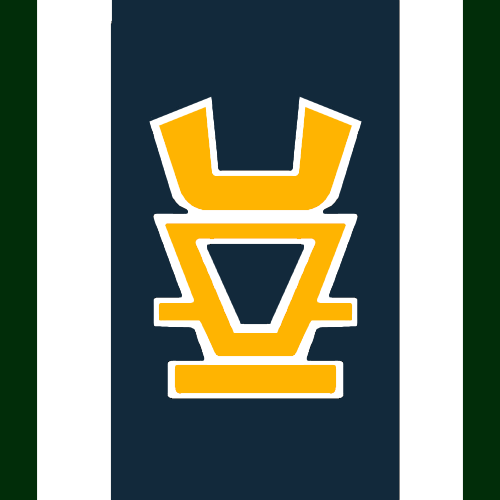
Bandiera di Canceron.

Canceron era la più popolosa tra le Dodici Colonie, con 88 stati rappresentati nel suo parlamento planetario. Era nota per le sue spiagge e aveva almeno una grande metropoli costiera. Il suo terreno è tra i più fertili delle colonie. La capitale era Hades, mentre altre città erano Prommos e Mangala.
Canceron ha orgogliosamente mantenuto il suo status come democrazia costituzionale per più di 1.000 anni.
Prima della Guerra Cylone, Canceron era una colonia molto sovrappopolata e povera. Le principali città di Canceron erano conosciute per avere grandi baraccopoli. La sua numerosa popolazione guadagnò a Canceron il soprannome di "La più grande democrazia" all'interno delle colonie, anche se alcuni credevano che il governo non fosse nient'altro che un'oligarchia corrotta.
Durante l'attacco Cylone, Canceron viene colpita da almeno tre dispositivi nucleari. La Pyxis, è una delle ultime navi che fugge da questo mondo quando è incominciato l'attacco. A bordo c'è la copia numero sei di Shelly Godfrey.
Robin Wenutu è il delegato di Canceron al primo Quorum dei Dodici dopo la Caduta.
Canceron aveva tre squadre di Pyramid: i Canceron Hydras, Hades Vice e Mangala Krill.

#### Caprica
- Nome antico: Capricorn (Capricorno)
- Dio patrono: Apollo.
- Sistema: Helios Alpha
- Città: Caprica City (capitale), Qualai, Delphi, Oasis.
- Nativi: Ammiraglio William Adamo (nato a Qualai), Carolanne Adamo, Maggiore Lee "Apollo" Adamo, Tenente Zak Adamo, Laura Roslin, Capitano Kara "Scorpion" Thrace, James McManus (presunta), Daniel Graystone.
- Popolazione: 4,9 miliardi
- Altro: Caprican Times, Caprican Life, Caprica 5, Channel 7 News (media), Caprica Buccaneers, Delphi Legion e Phoebus Suns (squadre di pyramid), Atlas Arena.
- Soprannome: La Capitale delle Colonie

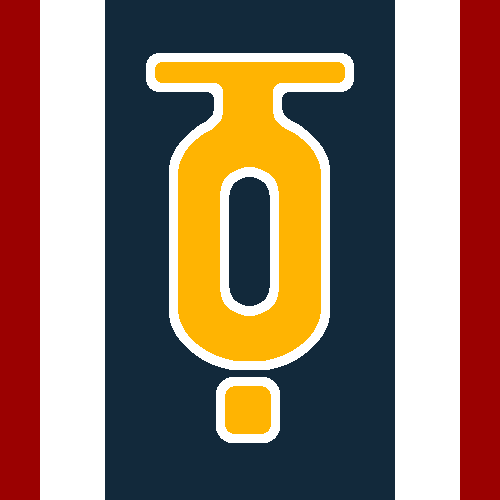
Bandiera di Caprica.

Caprica orbita attorno a un baricentro che ha in comune con Geminon (circa 493.000 km). Caprica rappresentava il principale polo culturale, politico, artistico e scientifico delle Dodici Colonie, oltre a esserne uno dei membri più prosperi. La sua capitale era Caprica City. Un quartiere di Caprica City era Little Tauron, conosciuto per l'alto tasso di immigrati tauroniani, ed era circondata da altre città minori e villaggi, tra cui Oasis e Qualai.
Altra grande città era Delphi, famosa per ospitare il Museo delle Colonie e un grande spazioporto. Durante il loro attacco i Cyloni risparmiarono la città per farne la loro principale base operativa nell'occupazione del pianeta. La cellula di resistenza guidata da Samuel Anders operava nelle vicinanze di Delphi.
Caprica aveva tre squadre di Pyramid: i Caprica Buccaneers, Delphi Legion e Phoebus Suns. nel 58 BCH i Buccaneers giocavano le loro partite alla Atlas Arena.
Caprica era famosa anche per i suoi raffinati capi d'abbigliamento, il fumarello, i suoi sigari e per le sue opere d'arte.
Nel 58 BCH, Caprica era terrorizzata da un gruppo terroristico religioso, i Soldati dell'Unico. Il gruppo era responsabile dell'attentato a un treno Maglev a Caprica City in cui morirono Shannon Adamo, Tamara Adamo e Zoe Graystone.
Su Caprica erano abbastanza diffusi veicoli a combustione interna e reti ferroviarie a levitazione magnetica.
Prima della Guerra Cylone su Caprica erano molto popolari gli Holoband, ideati dalle Graystone Industries, degli occhiali che permettevano di connettersi a una realtà virtuale chiamata New Cap City. Il primo prototipo Cylone fu costruito su Caprica da questa azienda.

#### Geminon
- Nome antico: Gemeni (Gemelli)
- Nativi: Sarah Porter (rappresentante al Consiglio dei Dodici), Romo Lampkin, Caporale Venner, Rya Kibby, Adrien Bauer.
- Dea patrona: Era
- Lingua ufficiale: Geminese Antico
- Sistema: Helios Alpha
- Popolazione: 2,8 miliardi
- Città: Oranu (capitale), Illumini.
- Altro: College di Kobol, Montagne di Gramada, Deserto di Postiu, Geminon Twins e Illumini Vipers (squadre di Pyramid).
- Soprannome: La Prima Colonia

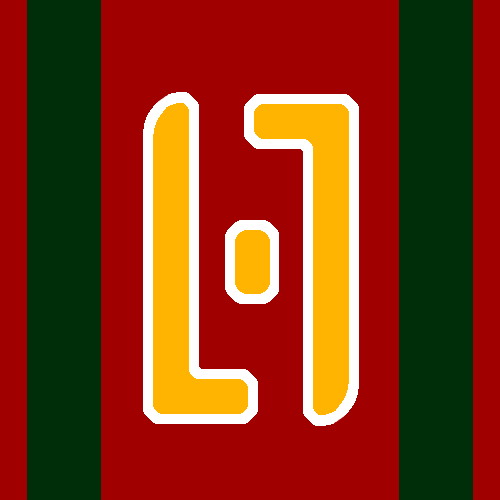
Bandiera di Geminon.

Geminon, una delle colonie più povere, fu il primo mondo colonizzato dagli umani di Kobol e per questo veniva soprannominata "La Prima Colonia". Condivide la sua orbita con Caprica, completando una rotazione ogni 28,2 giorni. Il suo status di pianeta gemello gli dà il nome. Il suo clima può variare selvaggiamente, con altipiani ghiacciati e deserti ardenti.
Prima della Guerra Cylone Geminon era la sede di un culto monoteista noto come i Soldati Dell'Unico.
La sua capitale era Oranu e tra i capricani era credenza comune che ogni suo edificio assomigliasse a un tempio. La seconda città più grande di Geminon, Illumini, fu costruita attorno a un grande complesso di Pantheon, composto da edifici destinati a venerare e celebrare ogni divinità nelle Sacre Pergamene.
I geminesi sono conosciuti per la loro interpretazione letterale delle Sacre Pergamene. Pare che la maggior parte della popolazione di Geminon fosse profondamente contraria alla legalizzazione dell'aborto da parte del governo coloniale. La legge tradizionale di Geminon dichiarava i figli come proprietà dei loro genitori.
Geminon era una delle tre colonie ad avere una lingua ufficiale, il geminese antico, simile al rumeno della nostra Terra. In geminese antico la parola "Inviere" significa resurrezione. Geminon ospitava la Kobol College School of Public Relations.
Geminon aveva due squadre di Pyramid: i Geminon Twins e gli Illumini Vipers. Uno degli ultimi incontri agonistici di Pyramid fu giocato su Geminon poco prima dell'attacco cylone.
Durante l'attacco Cylone, Geminon viene sottoposto a un pesante assalto da parte delle forze aeree e terrestri Cyloni, che distruggono una città con un ordigno nucleare e causano ingenti danni a un'altra con mezzi convenzionali. Almeno una nave, la Cybele, è in grado di sfuggire alla distruzione del suo porto e di occupare le forze Cyloni, trovando poi la flotta della Roslin.
Tre mesi dopo gli attacchi, circa 9.500 geminesi si staccano dalla flotta principale e si uniscono alla fazione di Laura Roslin su Kobol. La grande e devota popolazione geminese continua a essere un importante fattore politico all'interno della flotta fuggiasca.

#### Leonis
- Nome antico: Leo (Leone)
- Dea patrona: Artemide
- Sistema: Helios Beta
- Lingua ufficiale: Leonese
- Popolazione: 2,6 miliardi
- Città: Luminere (capitale), Hedon.
- Altro: Palazzo Reale di Leonis, Gran Casino Hedon, Leonis Wildcats e Hedon Suns (squadre di Pyramid).
- Soprannome: Cuore delle Colonie

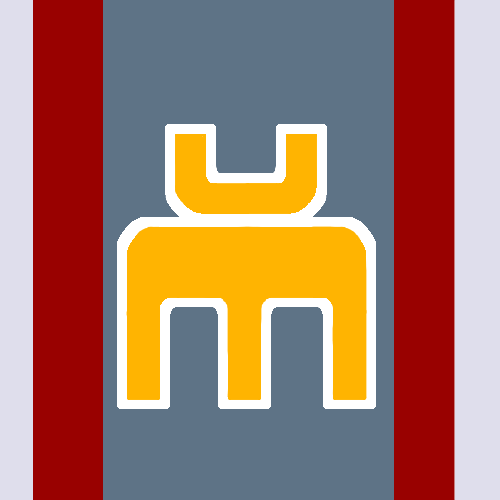
Bandiera di Leonis.

Leonis era conosciuta per il suo vino, la sua cucina, considerata la migliore delle colonie e per le sue vaste pianure. Era una delle tre colonie ad avere una lingua ufficiale: il leonese, simile al francese. La sua capitale era Luminere mentre un'altra città importante era Hedon.
Anticamente era governata da re e per secoli fu, insieme al suo rivale Virgon, una delle colonie egemoni fino a circa 30 anni prima della Prima Guerra Cylone, quando, con un trattato di pace le due potenze si accordarono per la smilitarizzazione e Virgon seppellì le sue testate nucleari, nei decenni seguenti Tauron e Caprica presero il loro posto. Nonostante ciò rimase uno dei poli educativi e industriali delle colonie e fu in grado di mantenere la sua lingua e cultura. Per questi motivi era soprannominata "Cuore delle Colonie".
Nell'era precedente alla guerra Cylone, Leonis produsse ed esportò una bevanda energetica popolare denominata "Leonis Red". Lo spumante di Leonis Estates era prodotto in questa colonia.
Il pianeta non ha l'asse di rotazione inclinato, quindi non presenta stagioni: il suo clima è mite e prevedibile, quindi le spiagge e le stazioni sciistiche sono aperte tutto l'anno.
Luoghi importanti di Leonis erano il Palazzo Reale di Leonis e il Gran Casino Hedon. Leonis aveva due squadre di Pyramid: i Leonis Wildcats e gli Hedon Suns.
Durante l'attacco Cylone, Leonis è colpita da un pesante bombardamento nucleare. Coloro che sono sopravvissuti, vengono sistematicamente eliminati dalle forze terrestri e aeree.
Safiya Sanne è indicata come rappresentante sia di Leonis sia di Picon.

#### Libran
- Nome antico: Libra (Bilancia)
- Nome alternativo: Libris
- Dea Patrona: Atena
- Sistema: Helios Gamma
- Città: Themis
- Luoghi Importanti: Corte Inter-Coloniale, Themis Arena.
- Popolazione: 2,1 milioni
- Nativi: Oswin Eriku (rappresentante nel Quorum dei Dodici).
- Soprannome: La Colonia della Giustizia

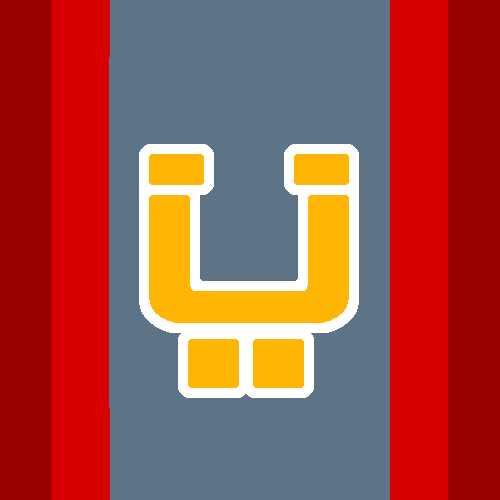
Bandiera di Libran.

 Libran è l'unica Colonia ad avere due satelliti: Hersa e Pandrassos.
Le dense giungle e il clima caldo e tempestoso rendevano Libran poco adatta alla colonizzazione e per secoli rimase una incontaminata riserva.
Libran era nota per i suoi tribunali e avvocati, qui infatti aveva sede la Corte Inter-Coloniale e per questo era nota come "La Colonia della Giustizia". Per un avvocato coloniale andare a lavorare su Libran era considerato il massimo traguardo.
Libran non aveva una capitale ufficiale ma una città importante era Themis che ospitava una moderna arena di pyramid, la Themis Arena. Nonostante ciò la colonia non aveva una squadra di pyramid.
Dopo la caduta delle Dodici Colonie, Oswin Eriku viene scelto per essere il rappresentante di questa colonia nel Quorum dei Dodici.
La Space Park, una nave passeggeri della Flotta, è di registro libraniano.

#### Picon
- Nome antico: Pisces (Pesci)
- Dio Patrono: Poseidone
- Sistema: Helios Alpha
- Nativi: Safiya Sanne (rappresentante al Consiglio dei Dodici), Playa Palacios (giornalista veterana del Picon Star Tribune),  Asha Janik (un simpatizzante cylone, membro del movimento pacifista), famiglia di Billy Keykeya.
- Città: Queenstown (capitale), Perkinston, Paylin.
- Popolazione: 1,4 miliardi
- Altro: Picon Star Tribune (quotidiano), Picon Panthers (squadra di Pyramid), Picon Laboratories, Penrose Harbor.
- Soprannome: La Colonia Oceanica

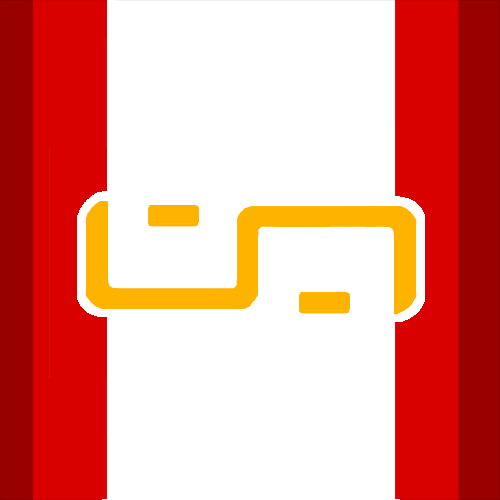
Bandiera di Picon.

Picon fu per secoli una colonia di Virgon, per poi ottenne l'indipendenza. Era la colonia socialmente più progressiva e aveva una bassissima criminalità.
Picon è ricoperta per 75% da oceano e per questo era nota come "La Colonia Oceanica" ed era famosa per i suoi porti. La capitale era Queenstown, altre città erano Perkinston e Paylin.
Durante la bassa stagione la maggior parte del paesaggio diventa freddo e aspro. Il pianeta veniva spesso usato come sostituto di Caprica City nei film e nelle serie TV capricane.
Picon ospitava il Quartier Generale della Flotta Coloniale a Perkinston ed era anche la sede dei Picon Laboratories, situati a Paylin, che producevano medicinali per la Flotta Coloniale.
La colonia fu sottoposta a un pesante bombardamento durante le prime fasi dell'attacco Cylone. Il Presidente Richard Adar offrì una resa completa e incondizionata ai Cyloni dopo la distruzione del Quartier Generale, ma l'offerta fu ignorata.
Ellen Tigh affermò di essere all'aeroporto di Picon "diretta a casa" quando l'attacco ebbe inizio, e che qualche "sconosciuto eroe" riuscì a metterla al sicuro sull'ultima nave che lasciò il pianeta. Una delle ultime navi a lasciare il pianeta fu la Rising Star. La famiglia di Billy Keykeya è originaria di questa colonia.
Picon aveva una squadra di Pyramid, i Picon Panthers di cui è tifoso William Adamo. Aveva anche un giornale, il Picon Star Tribune. 

#### Sagittarian
- Nome antico: Sagittarius (Sagittario)
- Dio Patrono: Zeus
- Sistema: Helios Gamma
- Nativi: Tenente Anastasia Dualla, Tom Zarek, Valance, Leon Grimes, Mrs. King.
- Capitale: Tawa
- Popolazione: 1,7 miliardi
- Altro: Sagittarian Archers (squadra di Pyramid), fiume Acheron.
- Soprannome: La Colonia Solitaria

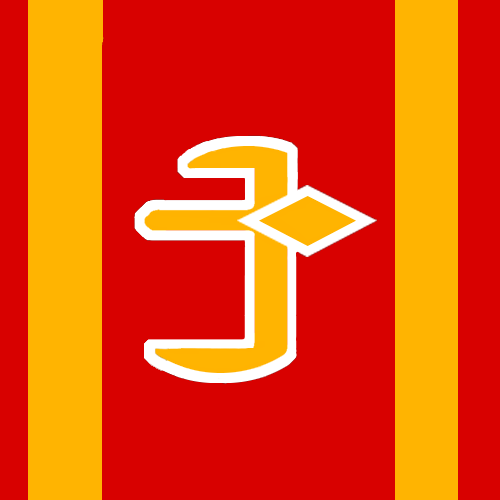
Bandiera di Sagittarian.

Sagittarian era una delle colonie più povere e soffrì secoli di sfruttamento da parte delle altre, tanto che pure dopo l'unificazione governativa coloniale Tom Zarek, leader del S.F.M., guidò una serie di attacchi terroristici contro le istituzioni governative stabilite sul pianeta. Uno di questi attacchi consistette nel far esplodere un palazzo governativo.
Le masse terrestri del pianeta sono principalmente montagnose. Degno di nota è il fiume Acheron, che si snoda per diverse migliaia di chilometri, sfociando in un delta in cui si trova un vulcano attivo diversi chilometri fuori dalla costa.
La capitale Tawa si trovava a oltre 1.600 chilometri nell'entroterra, dove due fiumi si fondono per formare l'Acheron. È una città di templi meravigliosi e strutture a forma di uovo come precauzione per inondazioni e tempeste.
Si dice che il clima nelle fertili vallate di Sagittarian sia gradevole, cosa che non si può dire sui sentieri di montagna che le collegano, che hanno condizioni meteorologiche difficili e diventano impraticabili durante l'inverno, isolando le comunità durante questo periodo dell'anno.
Secondo la legge penale di Sagittarian, chi subiva un'incarcerazione perdeva la sua cittadinanza, che veniva riassegnata solamente al termine della condanna. Ciò includeva il diritto di voto e la candidatura alle elezioni. Le pubbliche manifestazioni di affetto, così come canto e ballo erano proibite per legge, anche se i visitatori potevano trovare la capitale più aperta e permissiva.
La colonia aveva una squadra di Pyramid: i Sagittarian Archers.
I sagittariani praticano una forma di religione che traccia le sue origini a oltre 1.000 anni prima, con un'enfasi sul mantenimento delle tradizioni popolari. A seguito di ciò, i sagittariani vedono la scienza medica come una "aberrazione, un peccato contro gli dei". Questo atteggiamento è stato da sempre fonte di disprezzo da parte delle altre colonie. Durante il Secondo Esodo il disprezzo è rinforzato dal fatto che molti sagittariani su New Caprica si rifiutano di partecipare alla lotta contro i Cyloni, suggerendo che la cultura della colonia sia permeata anche da una profonda natura pacifista.
I sagittariani praticano una forma di naturopatia basata su erbe medicinali, che li ha portati a essere ingiuriosamente etichettati come "cocciuti asini succhiaradici". Il dottor Michael Robert ha espresso scetticismo sulla efficacia di tali metodi, anche se la sua affermazione sembra indicare che non sia mai stata condotta una serie ricerca al riguardo.
Dopo la Caduta delle Dodici Colonie, nella Flotta restano 5.251 rappresentanti nativi di Sagittarian. L'ultimo rappresentante di Sagittarian nel Consiglio dei Dodici è Jacob Cantrell.

#### Scorpia
- Nome antico: Scorpio (Scorpione)
- Dio Patrono: Dioniso
- Sistema: Helios Gamma
- Città: Celeste (capitale), Argentum.
- Popolazione: 450 milioni
- Altro: Argentum Bay, Montagne Guardiane, Cantieri della Flotta di Scorpia.
- Soprannome: Il Parco Giochi delle Colonie

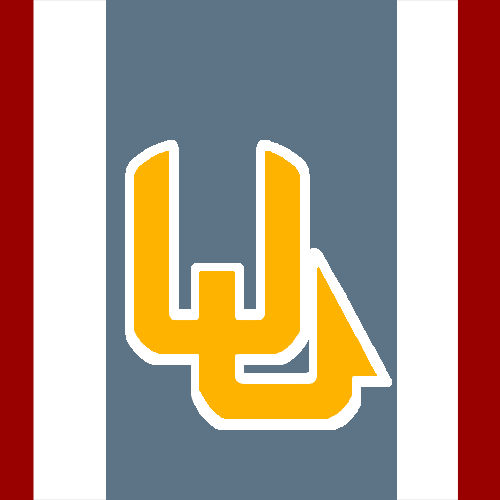
Bandiera di Scorpia.

Scorpia era conosciuta per le sue giungle lussureggianti e le temperature calde. Aveva un mezzo anello, risultato della frammentazione di una luna 100.000 anni prima. La capitale era Celeste, mentre un'altra città era Argentum.
Prima della guerra Cylone uno dei principali luoghi di svago era Argentum Bay. Il pianeta era anche noto per il suo parapendio.
Su Scorpia veniva prodotto il Scorpion Marsh Genuine Ambrosia, un brand particolarmente costoso del liquore Ambrosia. La maggior parte dei Capricani detestavano lo Scorpion perché era troppo forte e odorava di zolfo.
Dopo l'unificazione coloniale, Scorpia è divenuta la sede dei Cantieri della Flotta di Scorpia, dove venivano costruite e rifornite le navi della Flotta Coloniale.
Durante l'attacco Cylone, Scorpia cade vittima di numerosi attacchi nucleari. Le forze Cyloni si concentrano anche sui cantieri orbitali, distruggendo la struttura e numerose basi stellari, portando la Pegasus a rischiare un salto cieco per sfuggire.
Scorpia era la colonia che aveva più squadre di Pyramid: gli Scorpia Stingers, Celeste Storms, Celeste Lightning e gli Argentum Bay Silverstars. Per questo motivo era soprannominata "Il Parco Giochi delle Colonie".
Eladio Puasha è il delegato del pianeta al primo Quorum dei Dodici riunito dopo la Caduta.

#### Tauron
- Nome antico: Taurus (Toro)
- Dio Patrono: Ares
- Sistema: Helios Alpha
- Città: Hypatia (capitale), Tauron City.
- Nativi: Ammiraglio Helena Cain, Joseph Adamo, Sam Adamo, Shannon Adamo, Tomas Vergis.
- Popolazione: 2,5 miliardi
- Altro: Minos, Ippodromo Olympia, Grandi Pianure di Tauron, The Tauron Globe Times.
- Soprannome: La Vecchia ColoniaBandiera di Tauron

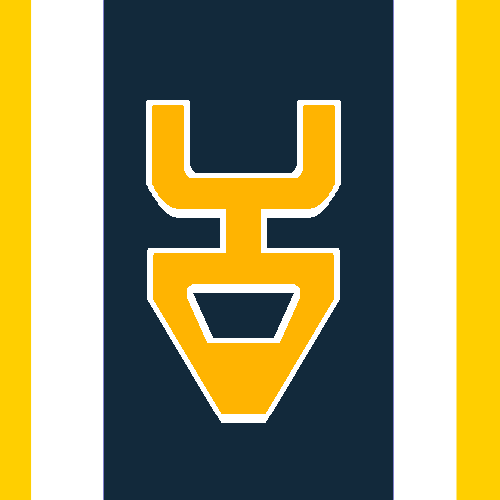
Bandiera di Tauron

Tauron era una delle tre colonie ad avere un satellite: Minos, l'unica luna dei Quattro Sistemi con un anello. La sua capitale era Hypatia e un'altra città era Tauron City.
Tauron è un pianeta arido che per motivi religiosi non ha fiori. Era una delle colonie più ricche, tuttavia, era nota come un mondo agricolo.
Oltre 800 anni prima della Caduta delle Colonie, Tauron fu conquistata dalle colonie rivali Virgon e Leonis. Dopo una lunga e dura lotta, il popolo tauroniano si è liberato, e questo è celebrato come la festa del "nostro giorno".
Nel 93 BCH, la guerra civile di Tauron ha causato lo spostamento di molti dei suoi abitanti a Caprica.
Per qualche tempo prima della guerra Cylone, il sindacato criminale Ha'la'tha ha avuto un'enorme influenza sul pianeta, che si estendeva anche ad altre colonie, come Caprica.
Ventotto anni dopo la prima guerra civile di Tauron, ebbe luogo una seconda insurrezione in cui le forze ribelli si scontrarono contro il governo controllato da Andreas Phaulkon e sostenuto da ricche colonie tra cui Caprica.
I nativi di Tauron che vivevano in altre colonie, inclusi i membri della famiglia Adamo su Caprica, donarono parte delle loro entrate per aiutare la resistenza. Tuttavia, nonostante il suo rispecchiamento della prima rivolta, i membri dell'Ha'la'tha di Caprica, guidati dai Guatrau, rifiutarono di inviare aiuti.
Intorno al 58 BCH un processore meta-cognitivo è stato inventato su Tauron dalla Vergis Corporation, in seguito rubato dalle Graystone Industries e utilizzato sul primissimo prototipo Cylone.
Alla fine della Guerra Cylone, Tauron fu attaccata da parte delle Astrobasi Cyloni e dalle forze di terra, causando molte morti civili in aree come la città di Hypatia.
Dopo la guerra, Tauron ottiene la reputazione di "pecora nera" all'interno del sistema federale delle colonie, spesso disobbedendo alle direttive e utilizzando i suoi collegamenti con l'Ammiragliato. Quattro anni prima della Caduta questa reputazione viene persino usata come copertura per una missione top-secret del Valkyrie.
Come i suoi mondi gemelli, Tauron è pesantemente devastato durante l'attacco Cylone e la sua popolazione uccisa dai bombardamenti nucleari.
Perah Enyeto è il rappresentante della colonia nel primo Quorum dei Dodici all'interno della flotta di rifugiati. Enyeto viene in seguito sostituito da un altro membro del Quorum, prima che il Quorum si dissolva dopo il massacro di Tom Zarek.
I tauroniani parlano tradizionalmente una lingua diversa da quella dei capricani. Questa lingua sembra essere un misto tra greco antico e moderno.
I tauroniani sono un popolo stoico. Sono noti per il loro uso elaborato di tatuaggi, che notano i loro vari successi e fallimenti, ruoli nella società e altri attributi sociali. Prima della guerra Cylone i tauroniani sono considerati "mangiatori di terra", un soprannome che gli fu affibbiato perché durante le guerre i soldati tauroniani erano così malnutriti che furono costretti a mangiare terra dal suolo e vengono trattati come cittadini di seconda classe a Caprica.
I bambini di Tauron sono noti per giocare con le ossa dei piedi di pollo. Inoltre, un maschio di Tauron è considerato un uomo a tredici anni.
Quando sono in lutto indossano guanti neri. I servizi di Tauron includono incontri di famiglia, canzoni, tatuaggi e mirano alle persone lasciate indietro per lasciare andare i loro cari. È anche tradizionale per i membri della famiglia vendicare il defunto. Ciò è dovuto alla convinzione che nessuno muoia veramente fino a quando la loro morte non viene vendicata, poiché si crede che la loro anima sia catturata tra la vita e la morte.
La colonia aveva due squadre di Pyramid, gli Olimpia Stallions e i Tauron Bulls. Nel 58 BCH gli Olimpia Stallions giocarono contro i Caprica Buccanners in un match molto sentito, dato che quello di un anno prima era terminato con una vittoria controversa.

#### Virgon
- Nome antico: Virgo (Vergine)
- Dea Patrona: Vesta
- Sistema: Helios Beta
- Città: Boskirk (capitale), Blaustad, Hadrian.
- Altro: Casa del Parlamento, Torre di Virgon, Palazzo Petrus, Università di Virgon, Virgon United e Boskirk All Reds (squadre di Pyramid), Virgon Brew (birra).
- Popolazione: 4,3 miliardi
- Soprannome: La Colonia Blu, Virgon Imperiale

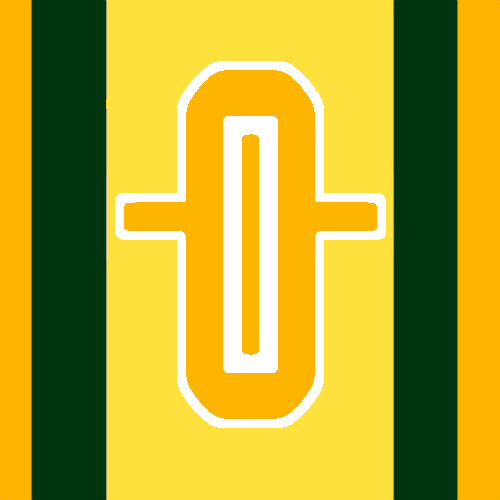
Bandiera di Virgon.

Virgon era una delle tre colonie con un satellite: Hibernia, una luna marginalmente abitabile, colonizzata secoli prima dai Celtans, un gruppo che si opponeva al dominio di Virgon. La sua capitale era Boskirk, mentre altre città importanti erano Blaustad e Hadrian. Virgon era una delle colonie più prospere ed era famosa per le sue foreste, la vegetazione blu e i vasti oceani, da qui il soprannome "La Colonia Blu". Un altro soprannome era "Virgon Imperiale" in riferimento al mantenimento delle tradizioni monarchiche.
Per secoli è stata una delle colonie egemoni ma, dopo una guerra con Leonis (conclusasi in un trattato di pace che prevedeva che Virgon seppellisse le sue armi nucleari), Virgon fu indebolita molto e Caprica prese il suo posto di colonia più potente. Dell'impero di Virgon fecero parte Picon, Sagittarian e Tauron. Virgon è la Colonia dove nacque la lingua parlata in tutte le colonie. Virgon contese a Leonis il controllo della ricca fascia di asteroidi Ouranos, che separa le due colonie nel sistema di Helios Beta.
Tutte le colonie guardavano a Virgon in fatto di moda e glamour, anche a Caprica era Virgon che definiva lo stile.
Marshall Bagot è il rappresentante di Virgon nel Consiglio dei Dodici. Nelle cerimonie pubbliche il delegato di Virgon indossa una vistosa cintura blu.
Nel 58 BCH Virgon aveva una monarchia decadente e un forte parlamento planetario. La Virgon Brew era una birra prodotta sul pianeta ed esportata nelle altre colonie. Le sue squadre di Pyramid erano i Boskirk All Reds e i Virgon United.
Poco dopo l'inizio dell'attacco cylone la principale linea difensiva delle colonie fu dispiegata nell'orbita del pianeta. La battaglia terminò con la distruzione della nave ammiraglia Atlantia e la morte dell'Ammiraglio Nagala.

### Flotta Coloniale
La Flotta Coloniale era il principale corpo militare che le Dodici Colonie di Kobol avessero a disposizione, istituita probabilmente durante la Prima Guerra Cylone e rimasta in funzione negli anni a venire. L'intera flotta era sotto la giurisdizione del Ministro della Difesa. A capo della flotta c'era un ammiraglio (ai tempi dell'invasione Cylone era l'Ammiraglio Nagala), mentre le varie battlestar erano guidate da un comandante e da un XO (ufficiale esecutivo), solitamente un colonnello, che sostituiva il comandante. In tempo di pace, il quartier generale della flotta era l'ancoraggio di Picon. Con l'attacco dei Cyloni e la Caduta delle Dodici Colonie, praticamente il 90% della Flotta Coloniale venne distrutta, inclusi la Battlestar Atlantia, nave dell'Ammiraglio Negala, e l'ancoraggio di Picon.